# 대한민국 민법 제558조
대한민국 민법 제558조는 해제와 이행완료부분에 대한 민법조문이다.

## 조문
제558조(해제와 이행완료부분)
전3조의 규정에 의한 계약의 해제는 이미 이행한 부분에 대하여는 영향을 미치지 아니한다.

## 판례
- 상대부담 있는 증여에 대하여는 민법 561조에 의하여 쌍무계약에 관한 규정이 준용되어 부담의무 있는 상대방이 자신의 의무를 이행하지 아니할 때에는 비록 증여계약이 이미 이행되어 있다 하더라도 증여자는 계약을 해제할 수 있고, 그 경우 민법 555조와 558조는 적용되지 아니한다[1]